# 蘭開夏郡旗
蘭開夏郡旗（Lancashire flag）是英國英格蘭蘭開夏郡的旗幟。該旗幟是歷史上蘭開夏郡的旗幟，而非現在蘭開夏郡的郡旗。蘭開夏郡旗底色為黃色，上有紅玫瑰圖案。紅玫瑰是蘭開夏郡的傳統象徵之一，在15世紀玫瑰戰爭時紅玫瑰是蘭開夏郡的象徵。此外在蘭開夏郡內，也有許多人使用紅玫瑰加白底的旗幟。